# Jan Frans Vonck

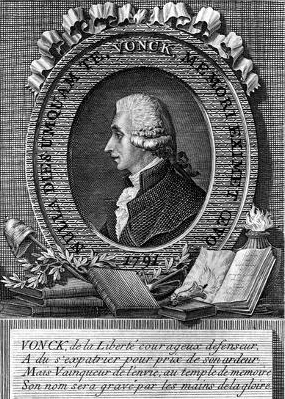
Jan Frans Vonck in einer zeitgenössischen Darstellung

Jan Frans Vonck (* 29. November 1743 in Baardegem; † 1. Dezember 1792 in Rijsel) war ein Jurist und einer der Führer der Brabanter Revolution 1789–1790. 
Am Ende dieser Revolution stand am 11. Januar 1790 die Unabhängigkeitserklärung der südlichen Niederlande als Vereinigte Belgische Staaten. Vonck leitete dabei die Fraktion der Vonckisten. Diese ließen sich durch die Französische Revolution inspirieren und forderten die Abschaffung der auf Privilegien basierten feudalen Struktur zu Gunsten einer zentralistischen Struktur.
In der Brabanter Revolution arbeitete Vonck mit Hendrik van der Noot und seiner Partei der Statisten zusammen. Im Laufe der Revolution wurde Hendrik van der Noot jedoch zum Gegenspieler Voncks, da Van der Noot die Wiederherstellung der alten Privilegien anstrebte.